# Audignon
Audignon (gaskonsko Audinhon) je naselje in občina v francoskem departmaju Landes regije Akvitanije. Naselje je leta 2009 imelo 349 prebivalcev.

## Geografija
Kraj leži v pokrajini Gaskonji 23 km jugozahodno od Mont-de-Marsana.

## Uprava
Občina Audignon skupaj s sosednjimi občinami Aurice, Banos, Bas-Mauco, Cauna, Coudures, Dumes, Eyres-Moncube, Fargues, Montaut, Montgaillard, Montsoué, Saint-Sever in Sarraziet sestavlja kanton Saint-Sever s sedežem v Saint-Severu. Kanton je sestavni del okrožja Mont-de-Marsan.

## Zanimivosti
- romanska cerkev Notre-Dame d'Audignon iz konca 10 in začetka 11. stoletja, stara romarska postaja na Jakobovi poti v Santiago de Compostelo, Via Lemovicensis, francoski zgodovinski spomenik od leta 1975,
- Château de Captan,
- renesančni dvorec Château de Galard iz 19. stoletja.